# Gospodarstvo Bjelorusije
Gospodarstvo Bjelorusije je tranzicijsko gospodarstvo uvelike vezano uz rusko tržište.
Do raspada bivšeg SSSR-a 1991. godine, Bjelorusija je bila jedna od industrijski najrazvijenijih članica. Nakon stjecanja nezavisnosti, gotovo sve bivše sovjetske republike upale su u ekonomske poteškoće. Umjesto "tržišnog kapitalizma" Bjelorusija je uvela "tržišni socijalizam", politiku prema kojoj je vlada bila ta koja je kontrolirala kretanje cijena i inflacije, a miješala se i u rad poduzeća (tržište je liberalizirano tek 2008. s ciljem intenzivnijeg privlačenja stranih investicija). Te mjere bjeloruske vlade, ali i Unija s Rusijom pomogli su Bjelorusiji, da ekonomski dosta bezbolno preživi tu početničku fazu tranzicije.
Zahvaljujući Savezu s Rusijom, Bjelorusija je dobila ogromno izvozno tržište za svoje proizvode, a također su i glavni energenti (nafta i plin) bili dostupni po znatno povoljnijim cijenama. Sve je to dovelo do ekonomskog rasta tokom 90.-ih godina. Prema izvještaju UN-a o gospodarstvu u svijetu u 2006. Bjelorusija je označena kao brzo rastuća ekonomija: rast BDP-a u 2004. iznosio je 11% (na drugom mestu u ZND-u), a 2005. rast je iznosio 8,5%. Na osnovu tih pokazatelja Bjelorusija je zabilježila veći rast od susjednih zemalja članica EU-a (Poljske, Litve i Latvije). Rast u 2010. iznosio je oko 6,1%. Veliki problem je inflacija (koja je po nekim pokazateljima u 1999. iznosila 300%). Smanjena je na 6,6% u 2006. godini. Međutim, u 2011. inflacija je ponovo doživjela veliki skok, i u prvih 6 mjeseci iznosila je 36,2% (u odnosu na 9,9% iz 2010.).
Iz bivše zajedničke države, Bjelorusija je naslijedila razvijenu jaku industrijsku i poljoprivrednu bazu te dobar i obrazovan stručni kadar. Životni standard je bio među najvišima na području bivše države. Nakon stjecanja nezavisnosti i dalje je zadržan stari sovjetski sustav, a privatizacije državnog kapitala gotovo da nije ni bilo (oko 80% industrije, uključujući i najveće kombinate, ostali su u vlasništvu države). Poduzeća u državnom vlasništvu daju oko 75% cjelokupne vrijednosti nacionalnog BDP-a.
Najvažnije prirodno bogatstvo je treset, koji se koristi kao gorivo, gnojivo i u kemijskoj industriji. Ekonomski su isplative i zalike kamene i kalijeve soli. Rezerve nafte i prirodnog plina vrlo su skromne, tako da se većina energenata uvozi iz susjedne Rusije (naftna polja u Polesju zadovoljavaju svega 30% domaćih potreba). Postoje i značajnije zalihe uljnih škriljaca, procjenjene na oko 8,8 milijardi tona. Najvažnije rafinerije nafte i plina nalaze se u Novopolacku i Gomelju (50% gotovih proizvoda se izvozi).
Razvijena je industrija traktora (tvornice "Tvornica traktora Minsk", "Borisov Works of Automobile and Tractor Electric Equipment" (BATE Borisov i dr.), kamiona (MAZ-MAN), autobusa (MAZ, Neman), vojnih vozila (nosači balističkih raketa) i drugih poljoprivrednih i građevinskih strojeva (MZKT, BelAZ i dr.), zatim kemijska, tekstilna i drvoprerađivačka industrija. Tvornica kamiona, autobusa i vojnih vozila MAZ, bila je najveća tvornica kamiona u Sovjetskom Savezu. Od 1997. godine, u suradnji s njemačkim koncernom MAN, osnovano je bjelorusko-njemačko poduzeće MAZ-MAN. Razvijena je optička industrija. Poduzeće optike "Optik" iz Lide jedna je od najvećih europskih tvornica optičkih elemenata poput prizmi i leća. Postoje i druga poduzeća, koja proizvode optomehaničke elemente, lasere i sl. Glavni poljoprivredni proizvodi su: krumpir, lan, konoplja, šećerna repa, zob, raž, heljda i pšenica, dok u stočarstvu dominira mliječno i mesno govedarstvo, svinjogojstvo i uzgoj pilića.
Glavni vanjski trgovački partneri Bjelorusije su: Rusija, Poljska, Ukrajina i Njemačka.
Nuklearna katastrofa u Černobilu 1986. godine ostavila je vrlo negativne posljedice i na bjelorusko gospodarstvo. Zbog pojačane radijacije, došlo je do zagađenja tla, mnoga sela (posebno na jugu zemlje) u potpunosti su napuštena, a stanovništvo preseljeno. Proces kontaminacije zagađenih područja je jako skup i dugotrajan.
Ukupan BDP u 2009. iznosio je 116 milijardi dolara, a BDP po glavi stanovnika iznosio je $11.600 (2009.). Stopa nezaposlenosti u siječnju 2010. iznosila je samo 0,9%. To je rezultat projekta, po kojem mladi ljudi nakon završetka obrazovanja odmah dobivaju posao u nekom od državnih poduzeća. Zbog recesije, nezaposlenost se malo povećala tijekom 2011. Vanjski dug u 2010. iznosio je 22,06 milijardi američkih dolara. Sektor usluga čini 51% ukupnog BDP-a, industrija 27,1%, a poljoprivreda 13 %.
Radnu snagu čine više od četiri milijuna ljudi, među kojima su žene malo više zastupljenije nego muškarci. Godine 2005., gotovo četvrtina stanovništva bila je zaposlena u industrijskim pogonima, a zapošljavanje je također visoko u poljoprivredi, trgovini i obrazovanju. Broj nezaposlenih osoba 2005., iznosio je 679.000, od čega su oko dvije trećine bile žene.
Valuta je bjeloruski rubalj (BYR). Valuta je uvedena u svibnju 1992., zamijenivši sovjetske rublje. Bjelorusija ima 30 državnih banaka i jednu privatiziranu banku. U svibnju 2011. dogodila se značajna devalvacija bjeloruske rublje u odnosu na američki dolar. U lipnju 2011. Bjelorusija je zatražila ekonomski paket spašavanja od Međunarodnog monetarnog fonda.